# Rallina eurizonoides
La polluela de jungla, polluela de la jungla o polluela franjeada (Rallina eurizonoides) es una especie de ave gruiforme de la familia Rallidae propia de los humedales del Sudeste asiático. Su área de distribución se extiende desde la India hasta las Filipinas e Indonesia.

## Subespecies
Se conocen siete subespecies de Rallina eurizonoides:
- Rallina eurizonoides amauroptera - Pakistán e India a Assam; invernante en Sri Lanka

- Rallina eurizonoides telmatophila - Birmania al  N Tailandia, Sumatra y Java

- Rallina eurizonoides sepiaria - islas Ryukyu

- Rallina eurizonoides formosana - Taiwán e isla Lan-Yü

- Rallina eurizonoides eurizonoides - Filipinas; divagante hasta las Islas Palau (W Micronesia)

- Rallina eurizonoides alvarezi - Islas Batanes (N Filipinas)

- Rallina eurizonoides minahasa - Célebes y Sula